# Telemeter (Pay-TV)
Telemeter war ein nordamerikanischer Bezahlfernsehdienst, der von der International Telemeter Corporation betrieben wurde. Es basierte auf einem Münzapparat, der bei Geldeinwurf ein verschlüsseltes Signal freigab, das über Koaxialkabel verteilt wurde. Weil man nicht den Rundfunk nutzte, war in den 1950er-Jahren der Regulator FCC nicht zuständig. Telemeter war von 1953 bis 1965 zuerst in den USA, dann in Kanada in Betrieb.
Die ersten Test begannen am 28. November 1953 in Palm Springs mit der Übertragung des Spielfilms Die pikanten Jahre einer Frau (Forever Female). Die Nutzer konnten zwischen drei Programmen wählen. Es nahmen bis zu 148 Haushalte teil, die im Durchschnitt 10 $ pro Monat ausgaben. Der Probebetrieb wurde schon im Mai 1954 wieder eingestellt, da die Filmbibliothek aus kartellrechtlichen Gründen nur von der Muttergesellschaft Paramount Pictures gefüllt werden durfte.
Nach weiteren 8 Mio. US-Dollar zur Perfektionierung des Systems gab am 26. Februar 1960 einen erneuten Anlauf in Kanada, da hier die Anti-Trust-Beschränkungen aus den USA nicht galten. Im Toronter Vorort Etobicoke und den Nachbarvierteln Long Branch, Mimico und New Toronto wurde der Dienst angeboten und damit beworben, dass Filme ohne Werbeunterbrechung gezeigt wurden. Die Anschlussgebühr betrug 5 $, und danach bezahlte man pro ausgewählter Sendung (pay as you see). Neben neuen Spielfilmen bot Telemeter auch Sportübertragungen und einige Broadway-Shows an. Am 30. April 1965 wurde der Betrieb wieder eingestellt, nachdem über 3 Mio. USD Verluste aufgelaufen waren. Zu Spitzenzeiten hatte Telemeter knapp 6000 Abonnenten.